# León (turniej szachowy)
Torneo Magistral de Ajedrez Ciudad de León – rozgrywany od 1988 r. w hiszpańskim mieście León turniej szachowy, w których uczestniczą najsilniejsi szachiści świata, a zwyciężali w nim m.in. mistrzowie świata Garri Kasparow, Weselin Topałow, Władimir Kramnik, Rusłan Ponomariow oraz Viswanathan Anand, który jest rekordzistą pod względem liczy zwycięstw (ma ich na swoim koncie 7).
Do 1995 r. turnieje rozgrywano w formule kołowej z udziałem 10 zawodników. Od 1996 r. turnieje główne odbywały się w obsadzie 4-6 osobowej (rozgrywano wówczas turnieje dwukołowe bądź systemem pucharowym) lub 2-osobowej (rozgrywano wówczas mecze). W latach 1998–2002 uczestnicy w czasie rozgrywania partii korzystali z pomocy komputerowych programów szachowych. Rozgrywki te nosiły nazwę Advanced Chess (ang. Szachy zaawansowane), a ich pomysłodawcą był Garri Kasparow. Od 2003 r. turnieje rozgrywane są tempem szachów szybkich (od 2011 r. – w formie meczów pomiędzy dwoma zawodnikami).

## Zwycięzcy turniejów
| Lp | Rok  | Zwycięzcy              |
| -- | ---- | ---------------------- |
| 1  | 1988 | Javier Campos Moreno   |
| 2  | 1989 | József Pintér          |
| 3  | 1990 | Julio Granda Zuñiga    |
| 4  | 1991 | Jewgienij Władimirow   |
| 5  | 1992 | Boris Gulko            |
| 6  | 1993 | Leonid Judasin         |
| 7  | 1994 | Ołeksandr Bielawski    |
| 8  | 1995 | Aleksiej Szyrow        |
| 9  | 1996 | Viswanathan Anand      |
| 10 | 1997 | Weselin Topałow        |
| 11 | 1998 | Garri Kasparow         |
| 12 | 1999 | Viswanathan Anand      |
| 13 | 2000 | Viswanathan Anand      |
| 14 | 2001 | Viswanathan Anand      |
| 15 | 2002 | Władimir Kramnik       |
| 16 | 2003 | Rusłan Ponomariow      |
| 17 | 2004 | Aleksiej Szyrow        |
| 18 | 2005 | Viswanathan Anand      |
| 19 | 2006 | Viswanathan Anand      |
| 20 | 2007 | Viswanathan Anand      |
| 21 | 2008 | Wasyl Iwanczuk         |
| 22 | 2009 | Magnus Carlsen         |
| 23 | 2010 | Boris Gelfand          |
| 24 | 2011 | Viswanathan Anand      |
| 25 | 2012 | Francisco Vallejo Pons |
| 26 | 2013 | Anisz Giri             |
| 27 | 2014 | Wei Yi                 |